# Memphis Southmen
De Memphis Southmen (simpelweg de Southmen, ook bekend als de Grizzies) waren een professioneel Americanfootballteam uit Memphis (Tennessee). Ze kwamen uit in de World Football League (WFL).

## Hall of Famers
De volgende voormalige spelers van de Southmen zijn opgenomen in de Pro Football Hall of Fame:
- Larry Csonka (1987)